# GObject

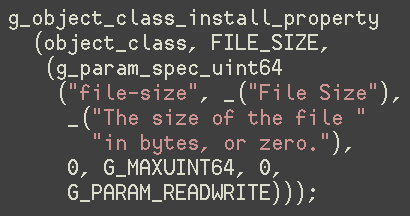

GObject(GLib Object System)는 포팅 가능한 오브젝트 시스템과 투명한 크로스 언어 상호 작용을 제공하는 자유 소프트웨어 라이브러리이다.

## 같이 보기
- 지니